# Ágios Nikólaos (métro d'Athènes)
Pour le quartier, voir Ágios Nikólaos (Athènes).
Pour les articles homonymes, voir Agios Nikolaos.
Ágios Nikólaos (en grec moderne : Άγιος Νικόλαος) est une station de la ligne 1 (ligne verte) du métro d'Athènes dans le quartier portant le même nom.

## Situation ferroviaire
Située en surface, la station d'Ágios Nikólaos est située au point kilométrique (PK) 13,160 de la ligne 1 du métro d'Athènes, entre les stations d'Attikí et de Káto Patíssia.

## Histoire
La station d'Ágios Nikólaos est inaugurée le 12 février 1956, lors de la mise en service de l'extension nord de la ligne, avant l'achèvement de la totalité de la ligne en 1957.
La station est réhabilitée pour les Jeux olympiques d'Athènes, elle est rouverte le 15 décembre 2003. La station établie en courbe, comporte deux quais latéraux pour la desserte des deux voies de circulation.

## Intermodalité
La station permet de rejoindre à proximité plusieurs arrêts de réseaux de transports en commun : des trolleybus (ligne 6), des bus urbains (lignes : B9 et Γ9) et par des bus de nuit de la ligne 500.